# Refotografie

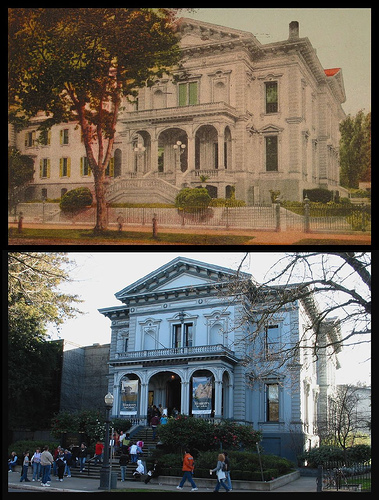
Crocker Art Museum, Sacramento

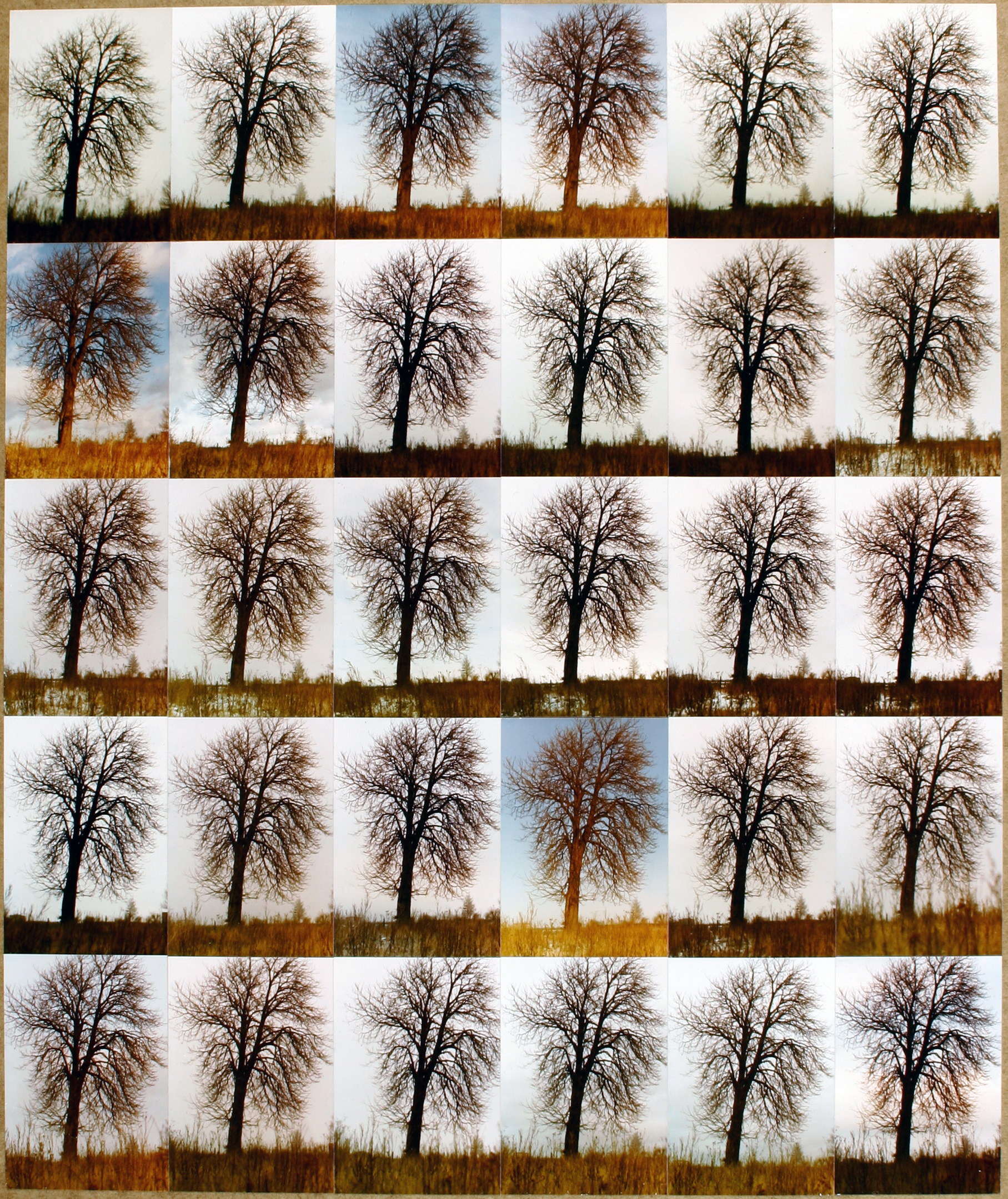
Jacek Tylicki: 365 dní, prosinec, konceptuální umění, chronofotografie

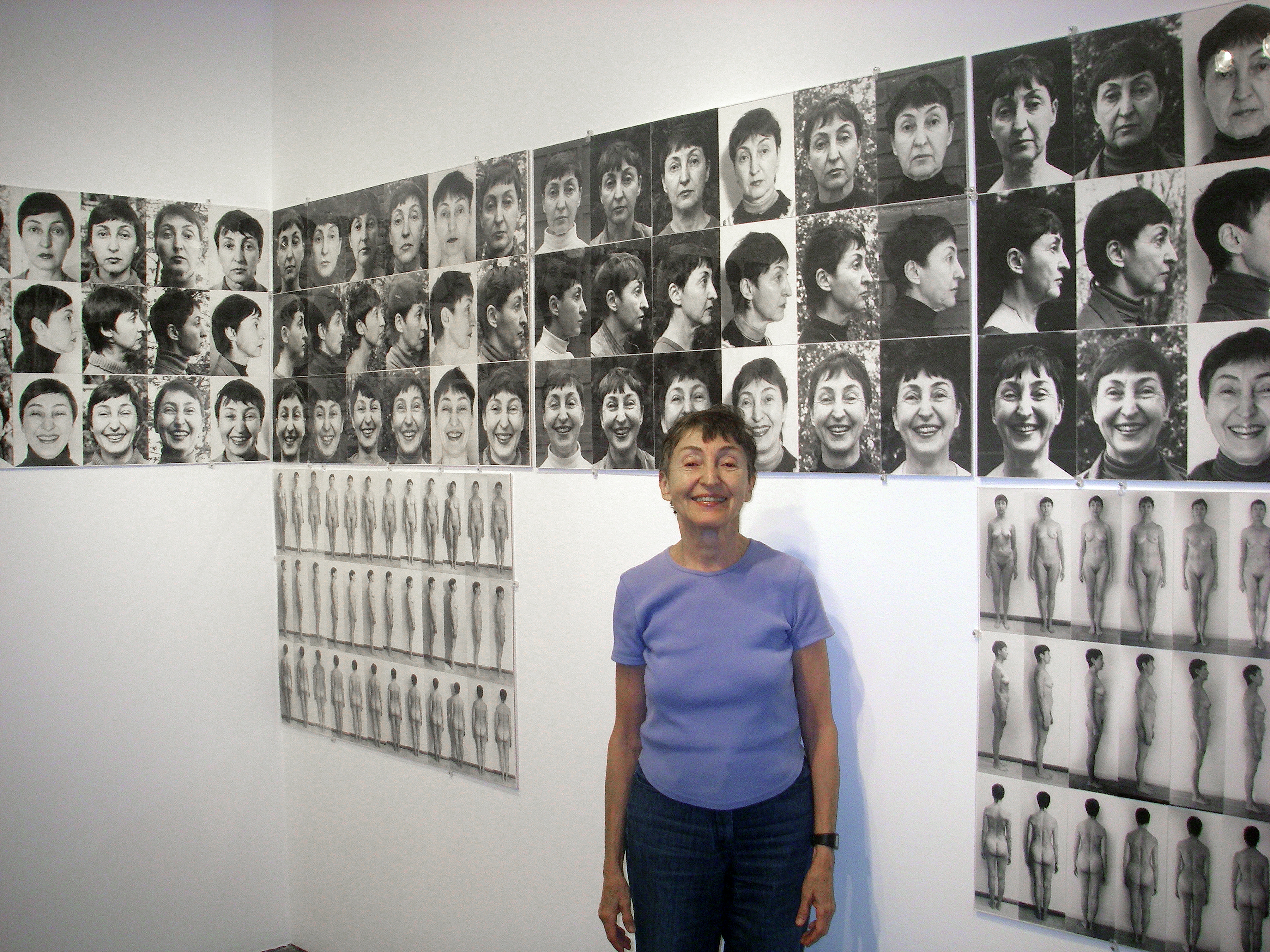
Athena Tacha před svým dílem portrétních fotografií 36 let stárnutí, Eclipse Gallery, Arlington, VA, 2008

Refotografie nebo opakovaná fotografie je opakovaný záběr stejné scény, který již byl zaznamenán dříve. „Refotograf“ obvykle odkazuje na starou pohlednici nebo architektonický záběr. Refotografie by měla být pořízena z co nejpřesnějšího místa, ze kterého se fotografovalo dříve. Základním aspektem refotografování je viditelný rozdíl mezi oběma záběry.

## Implementace
Nejdříve je nutné aby byl pořízen vhodný snímek, který byl zaznamenán před nějakým časem, u kterého však nerozhoduje časový odstup, ale rozdíl oproti novému snímku. Fotograf nyní musí mít stejnou pozici a ohniskovou vzdálenost jako fotograf, který zaznamenal originální první snímek. Fotograf se může orientovat podle hran, úhlů a dalších drobností. Po úspěšném určení místa může být exponován nový snímek. V digitální fotografii v kombinaci s grafickým editorem mohou být provedeny některé drobné úpravy, v klasické fotografii toto nejde takto jednoduše, případně to jde hůře.

## Software
Vývojáři Massachusettského technologického institutu a Adobe Systems vyvinuli software, který porovnává obraz ve hledáčku se starou fotografií. Program pak vede fotografa jak má směrovat fotoaparát. Tato technologie se nazývá výpočetní refotografie.

## Projekty
Projekt historypin poskytuje službu, která umožňuje ukládat staré záběry, jako například Google Street View. Tam každý může nahrát své vlastní staré fotografie.

## Šíření
Šíření refotografií umožnil na konci 90. let 20. století boom zavedení digitální fotografie, díky které jsou možné další efekty.

## Známí fotografové
Ruský fotograf Sergej Larenkov způsobil rozruch kombinací válečných fotografií Berlína se snímky z jara roku 2010.
- Jacek Tylicki: 365 dní, konceptuální umění, chronofotografie jednoho stromu 365x v jednom roce.

- Athena Tacha (* Larissa, Řecko, 1936) se svým dílem portrétních fotografií 36 let stárnutí.

- Noah Kalina (* 4. července 1980) je americký fotograf, který je známý svým videosnímkem Everyday (Každý den) poskládaný z autoportrétních fotografií. Kalina začal 11. ledna 2000 pořizovat každý den vlastní portrét. Od srpna 2006 je videosnímek prezentován na internetových video portálech. Ke dni 17. října 2011 měl tento klip na YouTube přes 21 100 000 zhlédnutí.[7] Úspěch videa vyvolal diskusi o tom, zda tento typ projektů je fotografické umění. Richard Brenson, profesor fotografie na Yalově univerzitě, nazval projekt jako absolutní ztráta času. William Ewing, ředitel Musée de l'Elysée však prohlásil, že Kalinova práce pomohla etablovat novou formu portrétu.[8] Projekt Everyday dnes patří ke stálým sbírkám Austinského Muzea umění.

## Galerie
Velmi populární jsou snímky, na kterých je současně zobrazen například strom nebo architektura v různých ročních obdobích.

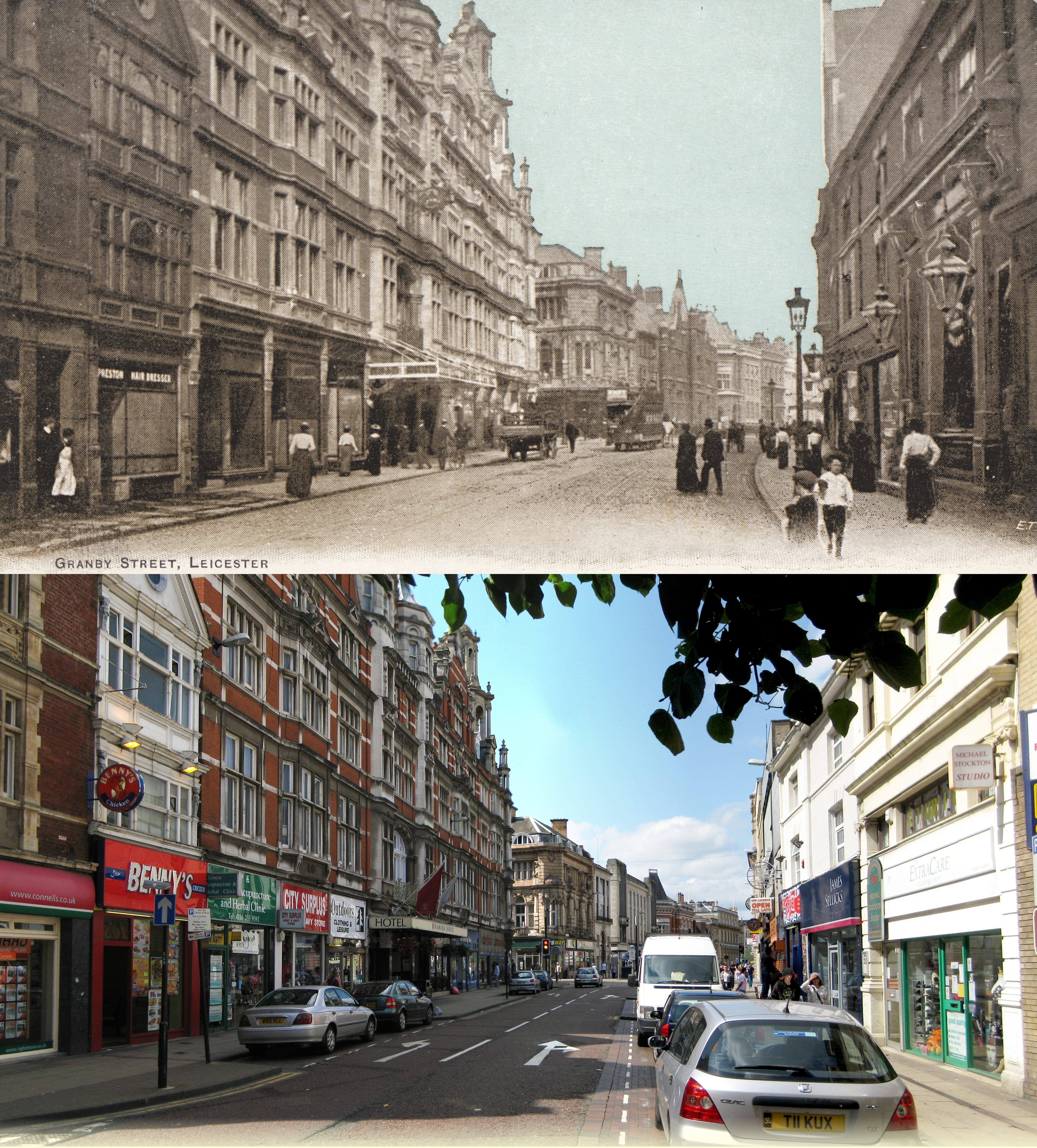
Ulice Granby Street v Leicesteru v roce 1903 a 2009
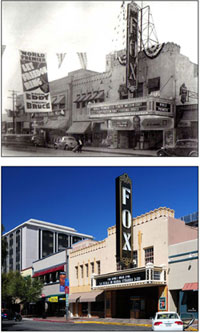
Fox-200
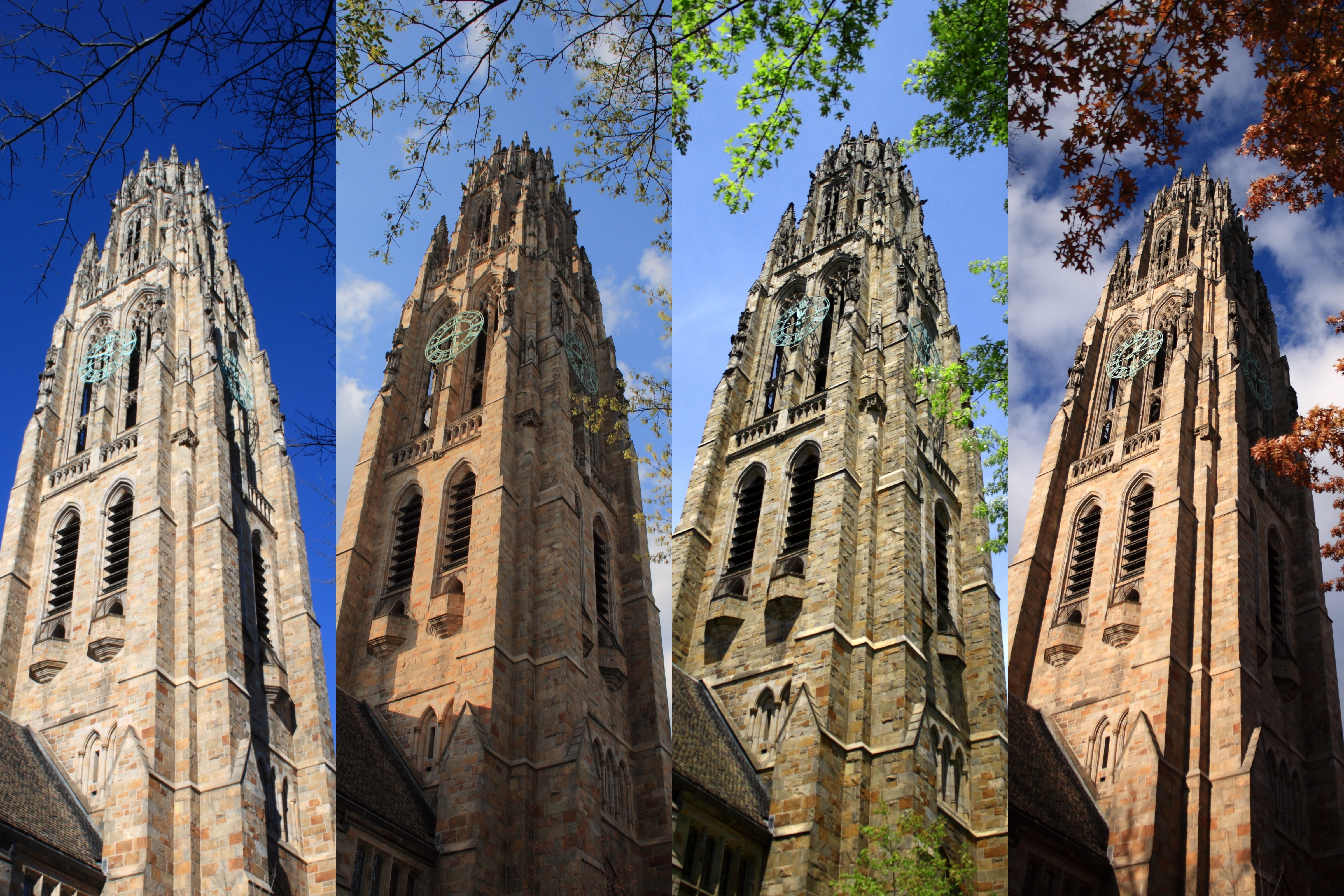
Harkness Tower v zimě, na jaře, v létě a na podzim

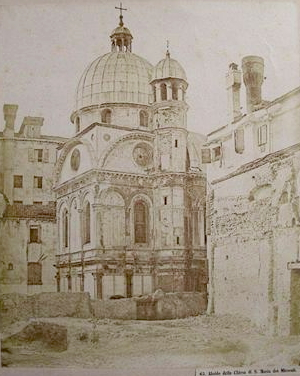
Apsidy kostela Santa Maria dei Miracoli, 1855
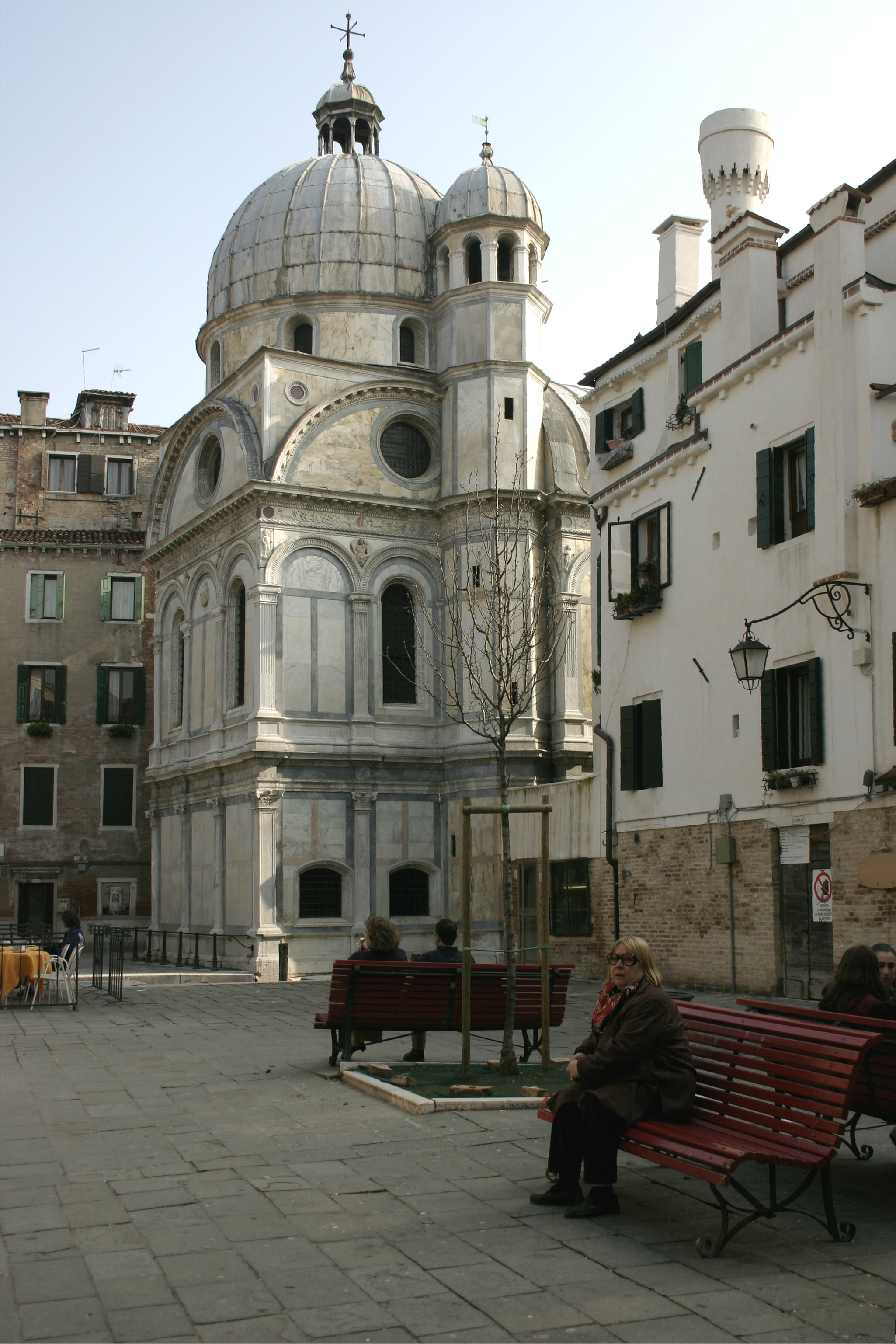
Apsidy kostela Santa Maria dei Miracoli, listopad 2004

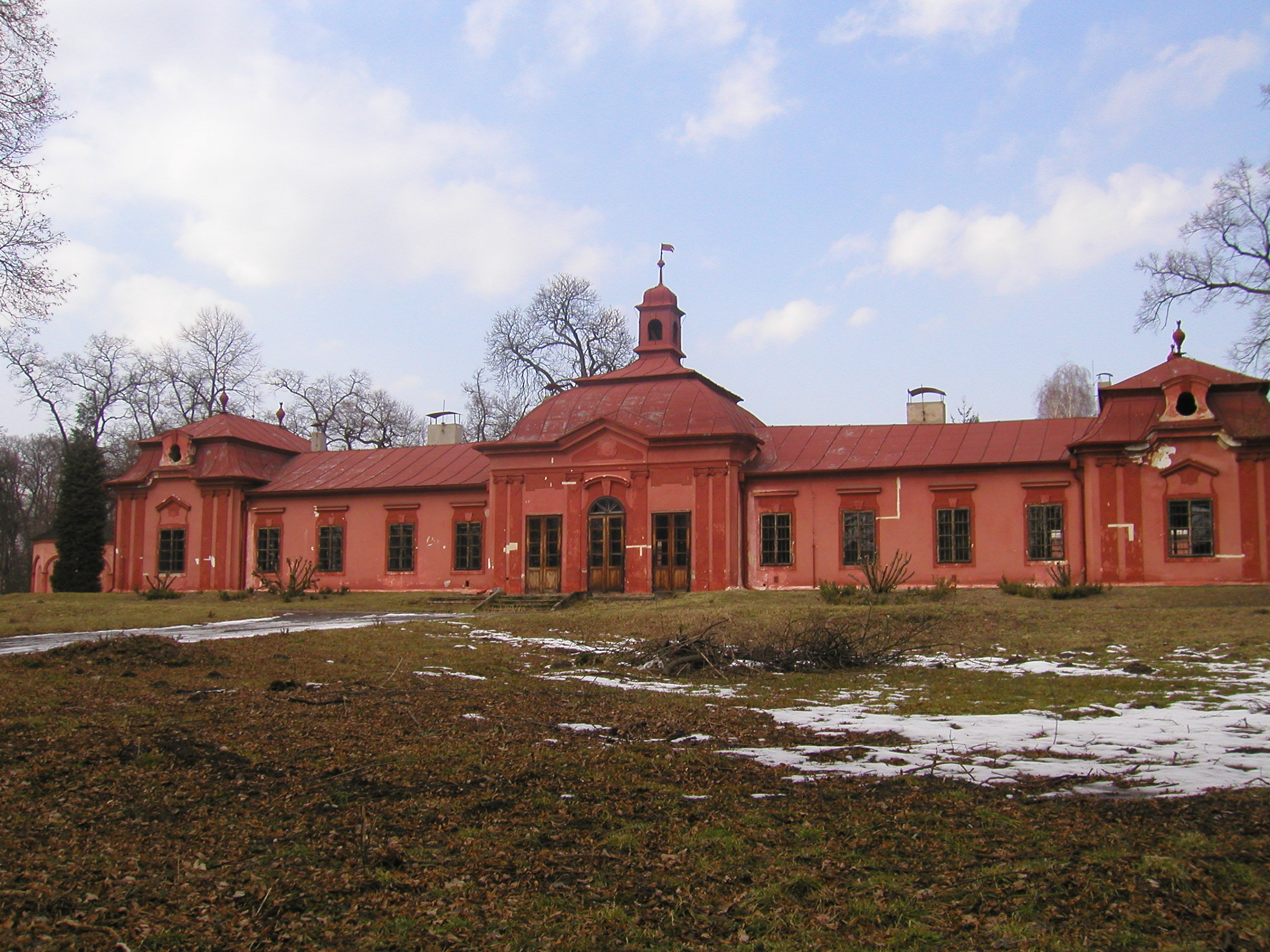
Zámek Bon Repos, Nový zámek, stav v roce 2005
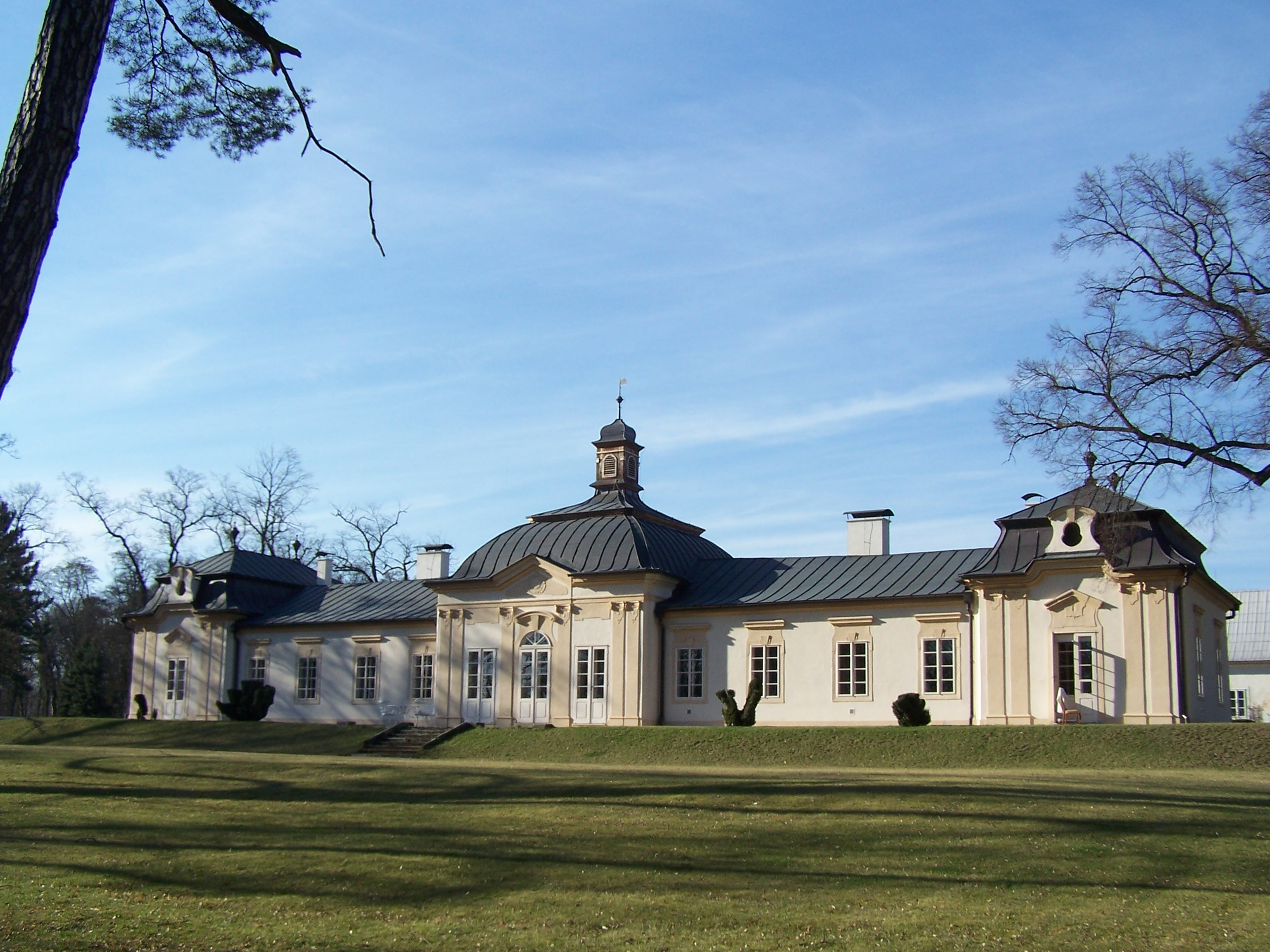
Zámek Bon Repos, Nový zámek, stav v roce 2012

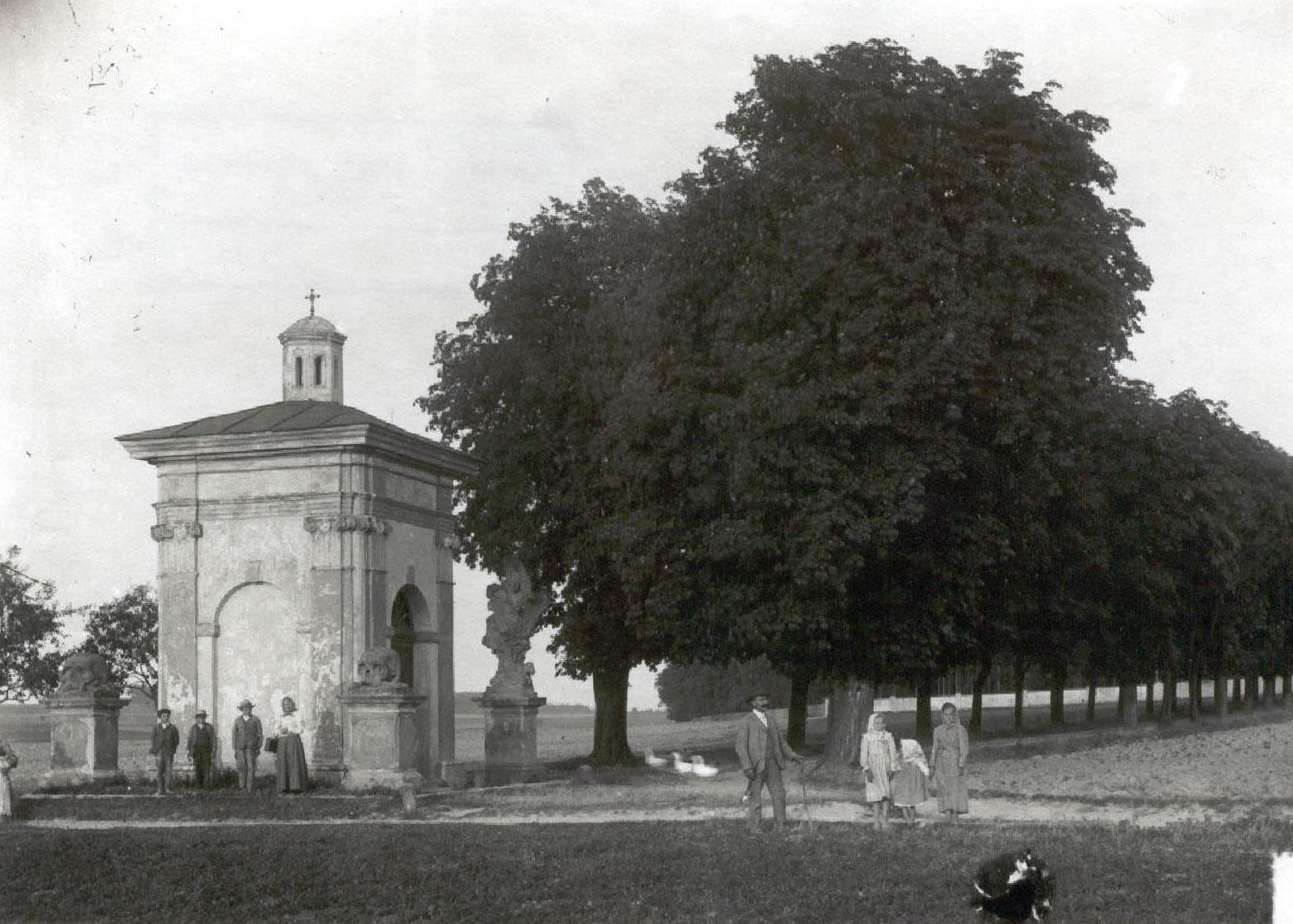
Kaple svatého Simeona Stylity, areál loveckého zámečku Bon Repos, Stará Lysá, 1919
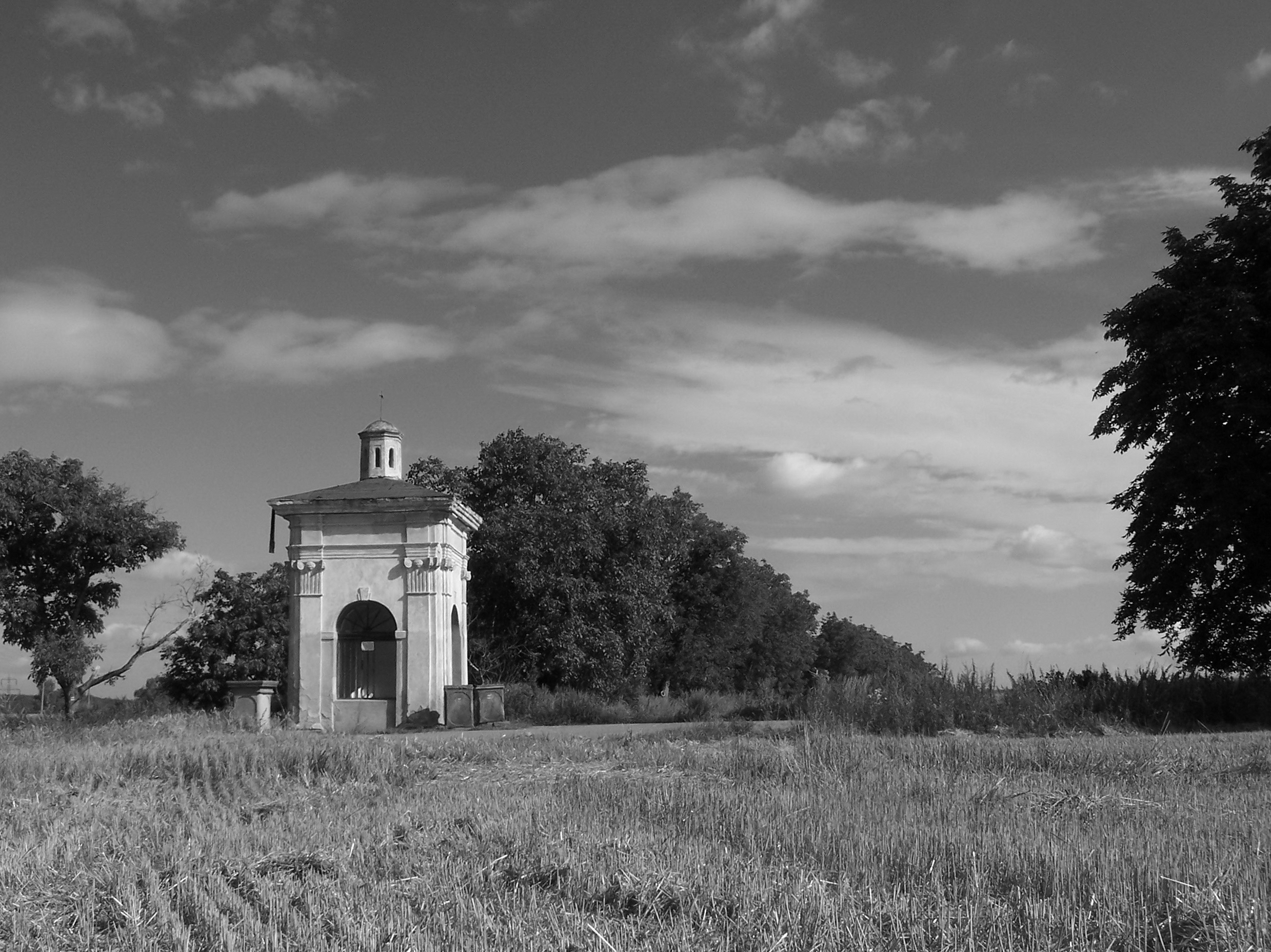
Kaple svatého Simeona, 2008